# Julio César Morales
Julio César Morales Araújo (Montevideo, 16 de febrero de 1945-Ib., 14 de febrero de 2022) fue un futbolista uruguayo que jugaba como delantero. Conocido como el «Cascarilla» Morales, tuvo una destacada carrera, principalmente jugando para el Club Nacional de Football con el que ganó seis títulos de liga, dos Libertadores, dos Intercontinentales y una Interamericana. Además ganó la Copa de Oro de 1980 con la Selección uruguaya a sus 35 años.

## Trayectoria
Nació en 1945 en el barrio Brazo Oriental de la ciudad de Montevideo. Comenzó a jugar  en las divisiones juveniles del Racing Club de Montevideo como extremo izquierdo. A los dieciséis años debuta en Primera división con Racing.
En el año 1965, con 20 años, ficha por el Club Nacional de Football. Con Zezé Moreira como entrenador, obtiene los subcampeonatos de la Copa Libertadores de América en 1967 y 1969. Finalmente en 1971, dirigido por Washington Etchamendi, gana la tan ansiada Copa Libertadores tras vencer a Estudiantes de La Plata en partido desempate en la ciudad de Lima. Además de la Libertadores obtiene el título mundial de clubes, la Copa Intercontinental de ese mismo año, al ganarle una serie de dos partidos al Panathinaikos griego.
En 1973 pasa a jugar en el FK Austria Viena de la Bundeliga Austríaca donde permanece por 5 temporadas. Consigue 2 trofeos de Primera división, 2 de la Copa de Austria y alcanza el subcampeonato en la Recopa de Europa de 1978.
Retorna a Nacional en 1979 y nuevamente conquista la Copa Libertadores y la Copa Intercontinental. También obtiene su sexto título de Primera división de Uruguay.
En 1982 se retira del fútbol profesional.

### Selección nacional
Ha sido internacional con la Selección de Uruguay en 24 ocasiones y ha marcado 11 goles. En el año 1980, con 35 años, forma parte activa del conjunto uruguayo que gana la Copa de Oro disputada en el Estadio Centenario de Montevideo.

#### Participaciones en Copas del Mundo
| Mundial              | Sede   | Resultado | PJ (G) |
| -------------------- | ------ | --------- | ------ |
| Copa Mundial de 1970 | México | 4° puesto | 3 (0)  |

## Clubes
| Club                 | País    | Año       |
| -------------------- | ------- | --------- |
| Racing de Montevideo | Uruguay | 1961-1964 |
| Nacional             | Uruguay | 1965-1973 |
| FK Austria Viena     | Austria | 1973-1978 |
| Nacional             | Uruguay | 1979-1982 |

## Palmarés

### Campeonatos nacionales
| Título                  | Club          | País    | Año  |
| ----------------------- | ------------- | ------- | ---- |
| Campeonato Uruguayo     | Nacional      | Uruguay | 1966 |
| Campeonato Uruguayo (2) | Nacional      | Uruguay | 1969 |
| Campeonato Uruguayo (3) | Nacional      | Uruguay | 1970 |
| Campeonato Uruguayo (4) | Nacional      | Uruguay | 1971 |
| Campeonato Uruguayo (5) | Nacional      | Uruguay | 1972 |
| Copa de Austria         | Austria Viena | Austria | 1974 |
| Bundesliga              | Austria Viena | Austria | 1976 |
| Copa de Austria (2)     | Austria Viena | Austria | 1977 |
| Bundesliga (2)          | Austria Viena | Austria | 1978 |
| Campeonato Uruguayo (6) | Nacional      | Uruguay | 1980 |

### Torneos internacionales
| Título                    | Club     | Sede       | Año  |
| ------------------------- | -------- | ---------- | ---- |
| Copa Libertadores         | Nacional | Lima       | 1971 |
| Copa Intercontinental     | Nacional | Montevideo | 1971 |
| Copa Interamericana       | Nacional | Montevideo | 1972 |
| Copa Libertadores (2)     | Nacional | Montevideo | 1980 |
| Copa Intercontinental (2) | Nacional | Tokio      | 1980 |

### Récords
- Es el 5° máximo goleador en la historia de la Copa Libertadores de América con 30 goles, todos ellos convertidos con la camiseta de Nacional.[9]
- Es el futbolista que más veces vistió la camiseta de Nacional en Copa Libertadores con 76 partidos disputados.[10]